# Verrone
Verrone (piemontiul: Verrone) település Olaszországban, Piemont régióban, Biella megyében. Lakosainak száma 1166 fő (2023. január 1.). Verrone Candelo, Gaglianico, Massazza, Salussola, Benna, Cerrione és Sandigliano községekkel határos.

## Népesség
A település lakossága az elmúlt években az alábbi módon változott:
| Lakosok száma | 1267 | 1254 | 1166 |
|               | 2017 | 2018 | 2023 |